# パルムの樹
『パルムの樹』（パルムのき）は、なかむらたかし原作・脚本・監督による日本のファンタジーアニメ映画。2002年3月16日より、有楽町スバル座ほか全国東宝洋画系にて公開。
第52回ベルリン国際映画祭正式出品作品、ゆうばり国際ファンタスティック映画祭2002招待作品、第26回香港国際映画祭招待作品。

## 概要
本作は、『AKIRA』などの作画監督で知られるアニメーター・なかむらたかしが監督を担当したオリジナル長編アニメ映画である。
構想に7年、制作に3年半をかけて長編アニメ映画として完成した。当初はテレビシリーズ用として企画されたが、諸事情でタイトル変更を余儀なくされるなど、紆余曲折を経て劇場公開にこぎつけた。
異世界を舞台に、人間になりたいと願うロボット人形の少年の揺れ動く感情を丁寧に描いた長編ファンタジーで、彼と他のキャラクター達によるドラマが重層的に展開される。一見するとキャラクターや美術設定などからファミリー向けの冒険ファンタジーのエンターテインメント作品のように思われるが、実際は異なる。なかむらが「最初はアクションあり冒険ありの楽しいエンターテインメントを作るつもりで始めても、きれいにまとまっているものよりもたとえ荒削りでも中心に何か本質を掴むようなものがある作品を選んでしまう」と語っているように、本作の描写に甘さは一切なく、彼は「生きることの辛さ」「満たされない想い」「エゴ」といったものと正面から向き合って物語を紡いでいる。しかし、単純に悲惨な話でもなければ徹底したペシミズムで作られているわけでもない。むしろ悲惨なだけの悲劇の物語であったなら、逆に観客にも容易に受け入れられたであろうが、それほど単純な作品ではない。「観客が作品世界に行って、登場人物と何かを解決することによって、現実世界で立ち直ることができる。そういったものとして、ファンタジーをとらえたい」と語っているように、なかむらはファンタジー作品を病気になって休む体験に近いものとして考えて「ファンタジーこそが現実と向き合っていくための精神的な支えになる」という発想で作っている。
エンターテインメントに収まらず、深いテーマを追求した内容は、大きく評価が分かれた。個性あるキャラクターデザインや作画、背景美術のレベルの高さにより、一部ファンの間では根強い支持があったものの、公開当初はさほど話題にならなかった。しかし、公開から2年半後の2004年11月に米・サンフランシスコ近代美術館（SFMOMA）の注目の映像を取り上げる企画『The Seventh Art』で上映されたり、2005年１月14日からテキサス州ヒューストンのライス・シネマでのプレミア公開を皮切りにボストン、サンフランシスコ、ナッシュビル、ハートフォード、ポートランド、オースティンといった都市部を中心とした限定公開が行なわれるなど、作品そのものの評価は高い。

## あらすじ
不思議な生物と街が存在する地上世界アルカナ。植物学者フォーが心を病んだ妻シアンを慰めるために作った木製の機械人形パルムは、母のように可愛がってくれたシアンの死後、心を閉ざしてしまった。
ある日、二人の住む小屋に女戦士コーラムが現れ、天界トートから持ち帰った、万物の源となるトートの卵を地底世界タマスに届けるように言って姿を消した。しかし、卵を託されたフォーは彼女を追ってきたモヒ族に襲われ、深い傷を負ってしまう。最後の力を振り絞ってパルムの腹部に卵を隠し、コーラムが卵とともにくれたクロスカーラをパルムの体内に注入したフォーは、卵をタマスに届けるよう言い残して息絶える。目覚めたパルムは、地底世界・タマスへの旅に出る。その途中でパルムは、地底人の少年・シャタやその仲間たち、シアンの面影を持つ少女ポポらと出逢い、心を通わせる。そしてパルムは、タマスに行けば自分も人間になれることを知るが…。

## 登場人物

### 主要人物
パルム
声 - 平松晶子
本作の主人公。シアンの情緒を安定させるためにフォーが造り出した人形。クルップの樹から造られ、クルップの樹から採れる燃料油・カーラ油を原動力として動く。シアンに愛され、その想いを一身に受けて心が芽生え始めるが、彼女の死でその心を閉ざして機能を停止してしまう。それから数十年後、コーラムが現れた時から、彼女にシアンを重ねあわせて再び動きだす。フォーの頼みでコーラムから託された「卵」を地底世界タマスに届ける旅をする。ポポの母から人形であることを罵られた事などから、人間への憧れや劣等感を抱くようになる。地底世界タマスに行けば自分も人間になれるかもしれないと知ってからは、そのことに強い執着をみせるようになる。
ポポ
声 - 豊口めぐみ
雑貨商ダルマ屋の娘。自分の意思を主張はできないが、生き物を愛する優しい心の持ち主。気性の激しい母親から虐待を受けて心を閉ざしてしまい、唯一、亡き父から教わったリュートを奏でる時にだけ心の安らぎを感じている。それでも自分を育ててくれた母のことを記憶の中の父とともに愛している。彼女にシアンの面影を重ねたパルムに詰め寄られて恐怖を覚え、拒絶するが、後に和解して共に旅に出る。次第に人間になることに執着しはじめたパルムとすれ違うようになるが、最終的にはパルムの思いを認め、共にソーマの元を目指す。
小説版では実質的に主人公の役割。
シャタ
声 - 阪口大助
フラミンゴの街で窃盗団を率いている地底人ソル族の少年。子供を売る大人を嫌っており、人買いに売られた子供を助ける指示を仲間にしている。実はコーラムの息子だが母を知らずに育った。幼い頃に自分を置き去りにした母親を恨む一方で、恋しくも思っている。パルムがソル族の紋章の付いた剣を持っていたことと、危機に陥ったパルムを守るコーラムの幻影を見たことから、共に旅に出る事を決意する。
小説版で浮浪児であったことが描写されており、当時は地底人というだけでフラミンゴの町の住人から酷い虐めを受けていた。ソル族の戦士の証のブローチを持っていたが、固いパンと交換してしまい心に深く悲しみが現れて号泣していた。父親に関しては知られておらず、ロアルトとどうやって出会ったかは不明である。コーラムがパルムに卵を託したことに嫉妬心を抱いていたが、ホタから卵をソーマに与えると危険であることを教えてられ急いでパルムを追うが、自分を敵視したパルムに短剣で腕に傷をつけられてしまう等理不尽に巻き込まれることもしばしばある。

### パルムの仲間と関係者
フォー
声 - 清川元夢 / 青年時代 - 家中宏
クルップの樹を研究している植物学者。パルムの製作者で、妻シアンのために彼を作った。クルップの樹の根元に小屋を建て、樹から出るカーラ油を集めながら、ひっそりと暮らしている。コーラムから預かった卵をタマスに届けようと決意したが、彼女を追ってきたモヒ族の男達によって殺害されてしまう。死の間際に卵をパルムの体の中に隠し、卵を届けるように言い遺す。
シアン
声 - 香花
フォーの妻であり、鉱物学者でもあるパルムの母親的存在。幻の樹液クロスカーラを追い求めるあまり精神を病み、若くしてこの世を去った。
プー
声 - かないみか
アルカナに住む獣人カポテ族の男の子で、ムーの双子の兄。少年窃盗団のメンバー。孤児となってさまよっている時に人買いジャモジにさらわれてフラミンゴの街に来たが、シャタ達に助けられて行動を共にするようになる。臆病で少しばかりずるいところがあるが、パルムやポポのことを気遣う優しい一面もある。
ムー
声 - 小桜エツ子
カポテ族の女の子で、プーの双子の妹。少年窃盗団では紅一点でみんなの妹的存在である。プーとは正反対の活発な性格。
バロン
声 - 愛河里花子
パルムに飼われているペットのヘビガラスでいつもそばにいる。知能が高く、人懐っこい。
ガラ（通称：ダルマ屋）
声 - 横尾まり
ポポの母親。小さな交易船で雑貨商を商う。若かりし頃、有名な踊り子だったという過去を持つ。採掘工の男と結婚してポポを産むが平凡な人生に耐えられず、夫につらく当たっていた。火事で夫が亡くなった後は弟とダルマ屋を始めるが、華やかな想い出と現在の人生とのギャップに不満を持ち、その原因を今度は娘のポポが生まれたことに転嫁して彼女を虐待するようになる。しかし、心のどこかで、それが娘のせいだけでないことに気付き始めている。パルムを人形だからと馬鹿にしたが、ポポに反発される。パルムに誘われたポポが旅立つことに反対していたが、最後は父親の写真を与えて旅に出ることを許した。
クリークル
声 -
ガラの弟でポポの叔父にあたる。ダルマ屋の船を操舵している。

### 地底人ソル族
コーラム
声 - 日野由利加 / 幼少時代 - 本井えみ
ソル族の女戦士。まだ幼い頃に父親らと共に地底から地上に上がってきた。誰も行くことが出来ないとされていた天界トートにただ一人辿り着いて卵を持ち帰ることに成功したと言われている。得ることのできなかった父親ガンテルからの愛を求めて彷徨い続けていたところ、パルムの未成熟な心に引き寄せられて彼と出会う。フォーとパルムに卵を預け、タマスに届けるよう頼む。幼い頃、父親に顧みられなかったことで寂しさと孤独を抱え、そのことで息子シャタへ愛情を示すことができない。父親への執着心や承認欲求によりその魂を卵の中に宿し、パルムの体を使って暴走した。
ガンテル
声 - 中田譲治
ソル族の戦士。コーラムの父でシャタの祖父に当たる。ラーラ誕生に必要な魂を探すため、大部隊を率いて天界トートを目指した。
ソル族
声 - 清水敏孝
ソル族
声 - 根本央紀

### 地底人モヒ族
ガス
声 - 石塚運昇
地底人モヒ族の戦士。ソーマの命運を賭けたトートの卵探索の話を聞きつけ、地上のアルカナまで追ってきたモヒ族の戦士の指揮官的存在である。
ホタ
声 - 宝亀克寿
モヒ族の戦士。トートの卵を奪うためにガス達と行動を共にしている。兵としては優れているが気性は荒く、暴力的である。
バク
声 - 長嶝高士
地底人モヒ族の戦士。トートの卵を奪うためにガス達と行動を共にしている。

### フラミンゴの街の住人
ジャモジ
声 - 永井一郎
子供たちをクルップの樹の油の採取所に売り歩く奴隷商人。
ザクロ
声 - 田の中勇
街の老学者。
ギャリコ
声 - 江原正士
採取所を仕切っている大金持ち。
農場主
声 - 吉田孝

### 窃盗団の子供達
ロアルト
声 - 山口勝平
窃盗団の一人で、シャタに次ぐ存在。ムードメーカーだが血の気が多い。シャタを尊敬しており、一番の理解者でもある。人買いから子供を助けようとするシャタの考えには必ずしも賛同していない。シャタがフラミンゴを去ることを知り、ポポを人質に取りパルムの油を要求する。最終的に必ず帰るとシャタに言われ、涙ながら見送った。
小説版ではシャタが母親のコーラムのことを探っているという事情を知っており、シャタが旅立つ前にお金を渡していた。映画版より少し大人びた感じである。
テジナ
声 - 伊東みやこ

ボサボサ
声 - くじら

カイゾク
声 - 大中寛子

メガネ
声 -

ボウシ
声 -

コート
声 -

フックラ
声 -

ダイク
声 -

トンガリ
声 -

### ゲリラたち
ゲリラ隊長
声 - 麦人
ソーマに抵抗する地底人。ラーラの誕生を阻止するため、トートの卵がソーマの手に渡らないよう、パルムを捕らえようとする。
女ゲリラ
声 - 小松由佳
ゲリラ
声 - 水島大宙
ゲリラ
声 - 大水忠相
ゲリラ
声 - 大島将哉

### その他の人物
サワダスト
声 - 槐柳二
トロイの谷でひっそりと暮らす学者。実は地底タマスのソル族の一人で、タマスからの追手に終始怯えている。
ソーマ
声 - 津田匠子
地底タマスを支配する知性を持った巨大な植物。

## 世界観
本作の世界は、地表の広大な大地・アルカナとその地下に広がる地下世界のタマス、そして星を覆う天蓋の外にある天界トートの3つに分けられている。アルカナの地表と天蓋は、ロロ・キキ・チチ・ココ・ルル・トトと名付けられた6本の巨大な石柱で支えられている。
地上世界アルカナ
変化に富んだアルカナの大地には各地に金属製の巨木であるクルップの樹が生えており、空には魚や植物が浮かんでいる。街や村があり、たくさんの人々が暮らしている。主な都市はアルカナ最大の街フラミンゴや学者たちの街トロイ。
地底世界タマス
地底人が住み、ソーマという巨大なクルップの樹によって支配されている地下世界。かつてはソーマによって授けられた知恵により地上世界より発達した文明を誇っていたが、現在は衰退している。地底人が地上に上がったり、アルカナの人々がタマスに降りたりすることは稀で、互いの交流はほとんどない。地底人の肌の色は青く、地表に出てまだ日が浅い者はトランスと呼ばれるチューブ状の器具を装着して空気の圧力を調整している。ソーマの寿命が尽きつつある現在、滅亡の危機を迎えており、ソーマの支配に抵抗する人々がゲリラを組織している。
天界トート
この星の天蓋の外の空域で、人跡未踏の世界。万物を司り生み出す神人が住んでいると言われているが、いまだその姿を見た者はおらず、神話で語られる想像の世界とされている。地上から天界トートに行くことはほぼ不可能に近いと言われている。
トリュフ
アルカナの辺境の地で、辺り一面砂地が広がっている。パルムが造り出されたところ。
フラミンゴの街
アルカナで最大の街。クルップが群生している。パルムはここでシャタやプー、ムーと出会う。
ドラフ川流域
アルカナの大地を覆うように流れる川で、ダルマ屋の船がある。
トロイの谷
アルカナの採掘街。周辺の土壌には太古の遺産が多量に含まれているため、学者達が集まっている。
ソーマの泉
タマスの中心部。恒久的エネルギーであるクロスカーラが溢れている。

## 用語
クルップの樹
地中に埋まっている古い文明の残骸から記憶の粒子を吸い上げ成長する金属植物。表面には円形の水晶体がいくつもある。またこの樹から採取されるカーラ油と呼ばれる燃料油はこの世界を支える重要なエネルギー源である。パルムは、この樹を材料として作られた。
クロスカーラ
クルップの樹が分泌するとされ、「太陽と同じ力を持っている」と言われる極めて希少な樹液。その存在を信じ、シアンとその夫であり植物学者のフォーは取り憑かれたように追い求めた。シアンの死後も残されたフォーは一人で探し続けたが、結局得ることはできなかった。しかし、コーラムからトートの卵と共に卵の維持のためにと生涯追い求めたクロスカーラを託される。フォーはそれをパルムの血液として用いて彼の閉じた機能をも目覚めさせた。
ソーマ
地底世界タマスに古代から根を張る巨大なクルップの老木の名称。長い年月をかけて過去の文明の残骸を吸収し続けたことで知性を持ったそれは、地底世界を支配・統治していた。地底人に知識を与えることで崇められていたが、現在は急激に進む老化により寿命が尽きかけている。トートの卵によって後継者であるラーラに魂を与えることができるとされ、それを信じたソル族は大部隊を天界トートに送り込んだ。しかし、ソーマの真の目的は卵の力によってラーラに魂を宿らせて新たな人類とし、代償として地底人から魂を奪ってタマスを滅ぼすことだった。
トートの卵
天界に存在するとされる、万物の源となるエネルギーを秘めた球形の物体。ソーマが後継者であるラーラに魂を宿らせるために地底人に取ってくるように命じ、ソル族の女戦士コーラムが地上世界アルカナまで持ち帰った。そしてコーラムに託されたフォーの遺言で、パルムはこれをタマスに届けようとする。
ラーラ
寿命が尽きようとしているソーマが世界を継承させるために新たな人類として創造した生命体。人間の子供のような姿をしており、常にオルゴールを抱えている。しかしソーマには魂を造ることが出来ず、ラーラは座ったままの姿で微動だにしなかった。そのままでは自らの寿命が尽きるとともにラーラも死んでしまうため、ソーマはトートの卵を使って魂を与えようとしていた。
ソル族
地底世界タマスでもっとも勇敢とされる一族。タマスを救うため、トートの卵を捜し求めて地上世界アルカナへと上ってきた。
モヒ族
地底世界タマスの部族の一つ。かつてソーマに背いて反乱を起こしたため、ソーマによって追放され、流刑の民となった。以後、人間扱いされず苦境を強いられ、滅亡寸前の状態。そこでトートの卵を奪って自分たちの手でソーマに届けることで許しを得ようとその行方を追っている。

## スタッフ
- プロデューサー - 真木太郎
- 原作・脚本・監督・キャラクター原案 - なかむらたかし
- 美術監督 - 小関睦夫
- キャラクターデザイン - 井上俊之
- 作画監督 - 佐々木守
- 作画監督補佐 - 田中孝弘 桝田浩史 安彦英二 海谷敏久 遠藤正明
- 演出 - 古川順康
- 色彩設計 - 西香代子
- 動画検査 - 大谷久美子
- 撮影監督 - 安津畑隆
- 撮影 - アズハタプロダクション
- 編集 - 掛須秀一 ジェイ・フィルム
- 音響監督 - 三間雅文
- 音楽 - ハラダタカシ
- 音楽プロデューサー - 佐々木史朗
- 音楽ディレクター - 福田正夫
- アニメーションプロデューサー - 山口克巳
- 録音 - 安藤邦男
- 効果 - 倉橋静男
- 特殊効果 - 谷口久美子 鈴木さち 榊原豊彦 糸川敬子
- 3D CGIアニメーション - 大野克尚 小林武人 相馬揚介 江村豊秋
- デジタルVFX - 吉岡宏夫 唐戸光博 藤田賢治
- 音響制作 - テクノサウンド
- 制作チーフ - 張田輝廣
- 製作担当 - 佐藤尚樹 大澤信博 神部宗之 松尾光広
- アニメーション制作 - パルムスタジオ
- 制作 - ジェンコ
- 製作 - 「パルムの樹」製作委員会（ジェンコ、角川書店、WOWOW、IMAGICA、日本出版販売、電通、東宝）

## 楽曲
ミニアルバム『劇場用アニメーション「パルムの樹」ミニ・サウンドトラック PALME songs』収録。
エンディングテーマ
- 新居昭乃『空の青さ』（作詞・作曲：新居昭乃、編曲：保刈久明）

挿入歌
- 新居昭乃 with ハラダタカシ『シアンの歌』（作詞：なかむらたかし、作曲・編曲：ハラダタカシ）
- ハラダ タカシ『Java d’Alma』（作詞・作曲・編曲：ハラダタカシ）

## 映像作品

### DVD
- 『パルムの樹』（2002年12月21日発売、東宝）規格品番 TDV-2700D

## メディアミックス

### 小説
みづきゆうによるノベライズ作品が出版された。アニメ映画の物語をポポの視点で描いたサイドストーリーとなっている。
- なかむらたかし（原作）、みづきゆう（著）『パルムの樹』（富士見書房、2002年5月1日発売）ISBN 978-4-82-917495-1

### 漫画
なるもみずほによるコミカライズ作品が出版された。アニメ映画のラストから数年後の未来を描いたオリジナルストーリーとなっている。
- なかむらたかし（原作）、なるもみずほ（漫画）『パルムの樹』（角川書店あすかコミックスDX、2002年3月1日発売）ISBN 978-4-048-53495-6